# 中国国防报
《中国国防报》是中华人民共和国一份为普及国防而办的报纸。由《解放军报》社主办。创刊于1993年9月2日。每周一、周二、周四出报。